# Jard

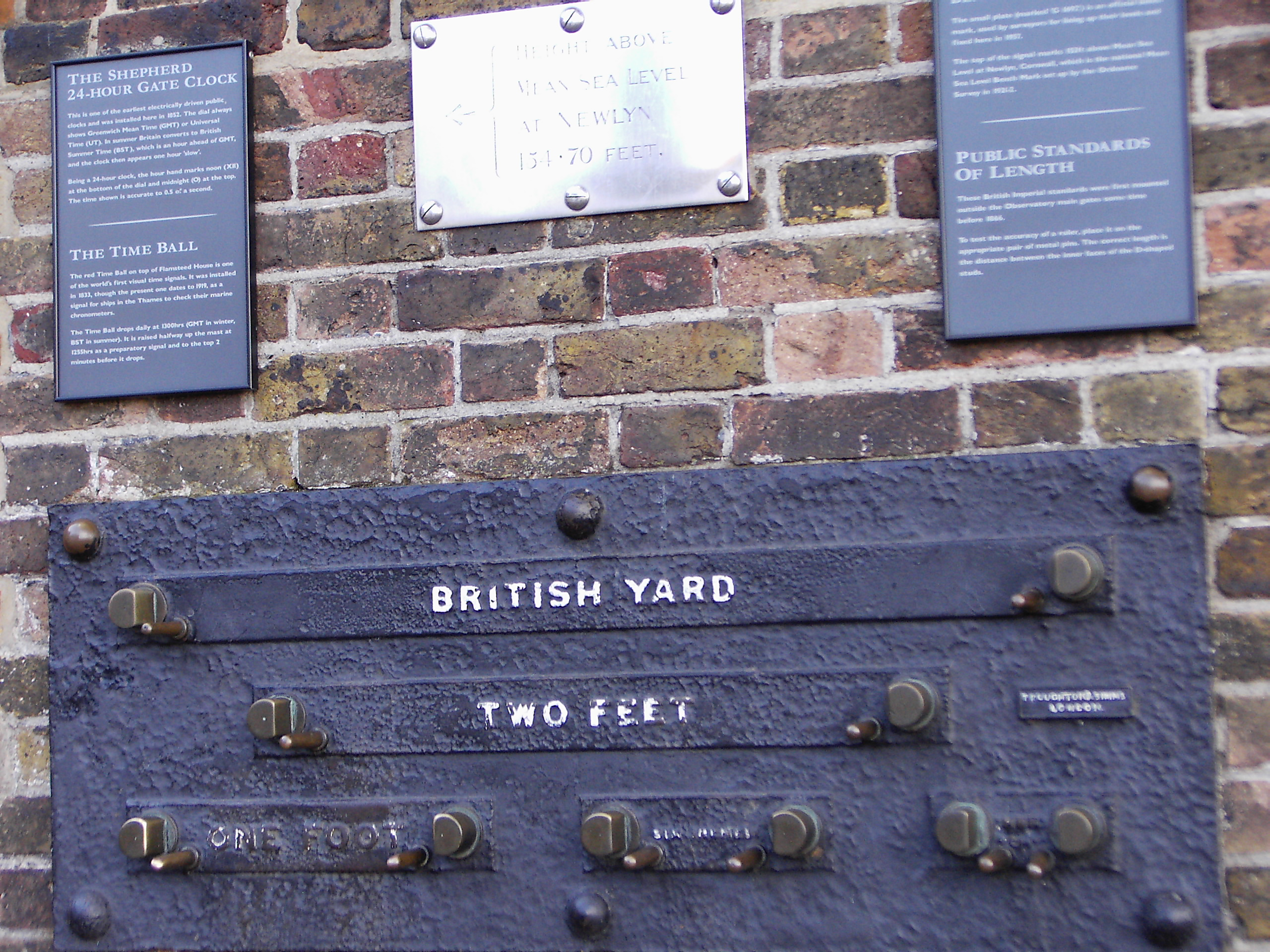
Miary jednostek na ścianie Obserwatorium Królewskiego w Greenwich

Jard (yd) (Yard) – anglosaska jednostka długości. Jednostka podstawowa angielskiego i amerykańskiego układu miar. Jest on równy trzem stopom lub 36 calom, jego długość w jednostkach SI różni się w zależności od układu. Najpowszechniej używanym jardem jest jard międzynarodowy, mierzący dokładnie 0,9144 metra.
Odpowiednio, stosuje się też pochodzące od jarda jednostki powierzchni i objętości: jard kwadratowy i jard sześcienny. Niekiedy jednostki te także oznacza się po prostu jako jardy.

## Odpowiadające jednostki
1 jard międzynarodowy odpowiada:
- 3 stopom
- 36 calom
- 0,9144 metra (1 metr zaś to około 1,093613 międzynarodowego jarda)

## Pochodzenie nazwy
W języku angielskim słowo yard  wywodzone jest od dawnego określenia prostego patyka lub pręta. 
Dokładne pochodzenie samej jednostki nie jest pewne – niektóre osoby uważają, że stanowi ona podwojenie łokcia lub wywodzi się od jednostki objętości; inni twierdzą, że jard jest miarą kroku. Według innego domysłu jard ma pochodzić od obwodu osoby w pasie.
Historycznie występują dwie wersje jednostki:
- angielska (Imp. yd) – historycznie starsza, oparta na fizycznym wzorcu wykonanym ze spiżu, przechowywanym w Londynie w gmachu parlamentu; jej wartość w 1934 wynosiła 0,91440186 m
- amerykańska (U.S. yd) – oparta na metrze, określona w 1866 jako równa 0,9144018288 m

Różnica między nimi jest niemożliwa do zaobserwowania bez specjalistycznego sprzętu pomiarowego, gdyż wynosi zaledwie 0,0000312 milimetra (0,0312 mikrometra). Obecnie obydwie określa się na podstawie metra.
Po wprowadzeniu układu SI został zastąpiony metrem, jednak w krajach anglosaskich ciągle się go używa w życiu codziennym i literaturze.